# Les Bords de la Marne
Les Bords de la Marne est une huile sur toile du peintre français Paul Cézanne (1839-1906) conservée au musée Pouchkine de Moscou. Elle date de 1888 et mesure 71 × 90 cm. On aperçoit au fond le pont de Créteil.

## Histoire
D'après Ambroise Vollard, cité par Henri Perruchot, ce paysage des bords de la Marne a été montré au public à l'« exposition Cézanne » que la Galerie Vollard a organisée en novembre-décembre 1895. Réalisée en 1888, cette œuvre est considérée comme l'une des plus délicates que le peintre ait composées sur ce thème.
Le tableau a fait partie de la collection Pellerin, puis a été vendu au galeriste Ambroise Vollard en 1912. Ce dernier l'a vendu la même année au fameux collectionneur moscovite Ivan Morozov. Sa collection a été nationalisée par un décret de Lénine au printemps 1918 et transférée au nouveau musée de l'art moderne occidental de Moscou en automne 1918. Lorsque l'ancienne collection de Morozov (de même que celle de Chtchoukine) a été partagée en 1948 entre le musée de l'Ermitage et le musée Pouchkine, cette toile s'est retrouvée à Moscou au musée Pouchkine.

## Expositions
Le tableau intitulé Les Bords de la Marne a été exposé en 1895 à Paris à la galerie Vollard ; puis en 1912 à Saint-Pétersbourg ; en 1936 à Paris (Orangerie) ; en 1937 de nouveau à Paris; en 1939 à Moscou ; en 1955 à Moscou ; en 1956 à Léningrad ; en 1956 à l'« exposition Paul Cézanne » de Léningrad ; en 1960 à Moscou ; en 1974 à Léningrad ; et à l'hiver 1974-1975 à Moscou,.